# Leptosyna edwardsi
Leptosyna edwardsi är en tvåvingeart som beskrevs av Boris Mamaev 1964. Leptosyna edwardsi ingår i släktet Leptosyna och familjen gallmyggor. Inga underarter finns listade i Catalogue of Life.